# (16505) Sulzer
(16505) Sulzer est un astéroïde de la ceinture principale.

## Description
(16505) Sulzer est un astéroïde de la ceinture principale. Il fut découvert le 12 octobre 1990 à Tautenburg par Freimut Börngen et Lutz Dieter Schmadel. Il présente une orbite caractérisée par un demi-grand axe de 2,99 UA, une excentricité de 0,08 et une inclinaison de 10,7° par rapport à l'écliptique.

## Compléments